# Marta Traba
Marta Traba Taín (Buenos Aires, 25 de enero de 1923 - Madrid, 27 de noviembre de 1983) fue una crítica de arte y escritora argentina nacionalizada colombiana, conocida por importantes aportes en el estudio del arte hispanoamericano.

## Biografía
Sus padres eran inmigrantes españoles de Galicia, el periodista Francisco Traba y Marta Taín. Estudió Filosofía y Letras en la Universidad de Buenos Aires. Durante sus años estudiantiles trabajó en la revista Ver y Estimar, dirigida por el crítico de arte Jorge Romero Brest. Fue unas de las pioneras en la actitud crítica del arte colombiano y latinoamericano.
Desde 1949 a 1950 estudió Historia del Arte en La Sorbona de París y luego en la Universidad de los Andes y la Universidad Nacional de Colombia, en Bogotá, donde obtuvo la cátedra de Historia del Arte. Su primer esposo fue el periodista Alberto Zalamea. También colaboró con programas sobre arte en la recién formada Televisora Nacional y en emisoras culturales como la HJCK. Sus columnas en la revista Semana y en el periódico El Tiempo enriquecieron la discusión sobre el devenir artístico de Colombia, participando en las principales polémicas de la década de los sesenta: el realismo socialista contra el expresionismo abstracto, el nacionalismo versus el internacionalismo y el arte figurativo contra el arte abstracto.
En la segunda universidad fundó el Museo de Arte Moderno de Bogotá. Mientras tanto, dictaba clases de Arte en la Universidad de los Andes. En 1968, durante el gobierno de Carlos Lleras Restrepo, los militares ocuparon la Universidad Nacional de Colombia y expulsaron a Marta Traba del país. Como exiliada, residió en Montevideo, Caracas, San Juan de Puerto Rico, Washington, Princeton, Barcelona y París, junto a su segundo marido, el crítico literario uruguayo Ángel Rama. Sin embargo, en 1982 pudo obtener la nacionalidad colombiana.
En 1958 publicó El museo vacío, un ensayo sobre estética donde analizó el pensamiento de Benedetto Croce y de Wilhelm Worringer. También publicó varios ensayos sobre historia y crítica de arte en América Latina: En 1961 La pintura nueva en Latinoamérica (1961), Dos décadas vulnerables en las artes plásticas latinoamericanas (1950-1970) (1973), Arte de América Latina 1900-1980. Analizó la obra de varios artistas hispanoamericanos, entre ellos Alejandro Obregón, Fernando Botero, Leopoldo Richter, Guillermo Wiedemann, Eduardo Ramírez, Samuel Montealegre, Edgar Negret, Feliza Bursztyn y Antonio Roda. También estudió el mundo del Arte Pop y del Arte Conceptual.
Falleció en el vuelo 11 de Avianca, en un Boeing 747, accidente ocurrido el 27 de noviembre de 1983, cerca del aeropuerto de Madrid-Barajas. Viajaban a Colombia para asistir al «Primer Encuentro de la Cultura Hispanoamericana», invitados por el presidente Belisario Betancur. En el mismo accidente también fallecieron su marido Ángel Rama, el escritor mexicano Jorge Ibargüengoitia, el escritor peruano Manuel Scorza y la pianista española Rosa Sabater.

## Obras
- Historia Natural de la alegría. Buenos Aires: Editorial Losada, 1952 (poesía).
- El museo vacío. 1958
- Arte en Colombia. 1960
- Seis artistas contemporáneos colombianos. 1963
- Los cuatro monstruos cardinales. 1965
- El son se quedó en Cuba. 1966
- Las ceremonias del verano. Prólogo de Mario Benedetti. La Habana: Casa de las Américas, 1966. 2.ª edición: Buenos Aires: Jorge Álvarez, 1966. 3.ª edición: Barcelona: Montesinos Editor, 1981. Premio de Literatura de la Casa de las Américas de novela, Cuba.
- Los laberintos insolados. Barcelona: Seix Barral, 1967 (novela).
- Pasó así. Montevideo: Ed. Arca, 1968 (cuentos).
- La Jugada del día sexto. Santiago de Chile: Edit. Universitaria, 1969 (novela).
- Dos décadas vulnerables en las artes plásticas latinoamericanas (1950-1970). México, 1973.
- Mirar en Caracas. Caracas: Monte Ávila Editores, 1974.
- Mirar en Bogotá. 1976
- Homérica Latina. Bogotá: Carlos Valencia Editores, 1979 (novela).
- Conversación al sur. México: Siglo XXI, 1981 (traducida al sueco y al noruego).
- Historia abierta del arte colombiano. Santiago de Cali: Colcultura, 1984 [1968] (Historia crítica del arte).
- En cualquier lugar. Bogotá: Siglo XXI, 1984 (novela).
- Museo de arte moderno. Bogotá: Planeta, 1984.
- De la mañana a la noche. Montevideo: Monte SEXTO, 1986 (cuentos).
- Casa sin fin. Montevideo: Monte Sexto, 1987.
- Arte de América Latina 1900-1980.

Marta Traba además publicó otros volúmenes sobre historia y crítica de arte, así como numerosos artículos en periódicos y revistas sobre ese mismo tema.

## Libros sobre Marta Traba
- Marta Traba: una terquedad furibunda, Victoria Verlichak, 2001.
- En blanco y negro, Marta Traba en la televisión colombiana, 1954-1958, Nicolás Gómez Echeverri, 2008.
- El programa cultural y político de Marta Traba. Relecturas, varios autores, 2010.
- Marta Traba en circulación, Florencia Bazzano Nelson, 2010.
- Homérica latina: arte, ciudades, lenguajes y conflictos en América Latina, Rubén Darío Flórez Arcila, 2011.
- Mínimas huellas luminosas, Gustavo Zalamea, 2011.
- Marta Traba en facsímil, Fernando Zalamea, 2014.